# Lev Gorn
Lev Gorn, pseudonimo di Lev Gorens (in russo Лев Горенс?; Stavropol', 1971), è un attore russo naturalizzato statunitense, noto soprattutto per il ruolo dell'ufficiale del KGB Arkady Ivanovich Zotov nella serie televisiva The Americans.

## Filmografia parziale

### Cinema
- Keane, regia di Lodge Kerrigan (2004)
- Café Society, regia di Woody Allen (2016)
- Lingua franca, regia di Isabel Sandoval (2019)

### Televisione
- The Wire – serie TV, 6 episodi (2003)
- Law & Order - Unità vittime speciali (Law & Order: Special Victims Unit) – serie TV, episodio 5x11 (2003)
- La valle dei pini (All My Children) – serial TV, 1 puntata (2004)
- Law & Order: Criminal Intent – serie TV, episodi 4x01-5x14 (2004-2006)
- Squadra emergenza (Third Watch) – serie TV, episodio 6x14 (2005)
- Law & Order - Il verdetto (Law & Order: Trial by Jury) – serie TV, episodio 1x01 (2005)
- Così gira il mondo (As the World Turns) – serial TV, 6 puntate (2006)
- Brotherhood - Legami di sangue (Brotherhood) – serie TV, episodio 1x04 (2006)
- Sentieri (The Guiding Light) – serial TV, 1 puntata (2009)
- Bored to Death - Investigatore per noia (Bored to Death) – serie TV, episodio 1x05 (2009)
- The Americans – serie TV, 51 episodi (2013-2018)
- NCIS - Unità anticrimine (NCIS) – serie TV, 4 episodi (2014-2016)
- Madam Secretary – serie TV, episodi 2x03-2x05-2x09 (2015)
- NCIS: New Orleans – serie TV, episodio 2x12 (2016)
- Taken – serie TV, episodio 1x06 (2017)
- Blue Bloods – serie TV, episodio 7x21 (2017)
- Instinct – serie TV, episodio 1x07 (2018)
- Billions – serie TV, episodio 3x09 (2018)
- Maniac – miniserie TV, 3 puntate (2018)
- Jack Ryan – serie TV, episodio 2x01 (2019)
- Caccia alla spia - The Enemy Within (The Enemy Within) – serie TV, 5 episodi (2019)
- New Amsterdam – serie TV, episodio 3x13 (2021)
- Bull – serie TV, episodio 6x18 (2022)
- For All Mankind – serie TV, 8 episodi (2022)
- Citadel – serie TV, episodio 1x01 (2023)

### Videogiochi
- Grand Theft Auto IV (2008)

## Doppiatori italiani
Nelle versioni in italiano delle opere in cui ha recitato e serie televisive, Lev Gorn è stato doppiato da:
- Davide Marzi in The Wire, Jack Ryan
- Stefano Alessandroni in The Americans, Caccia alla spia - The Enemy Within
- Alessandro Budroni in NCIS - Unità anticrimine, Blue Bloods
- Andrea Zalone in Law & Order: Criminal Intent (ep. 4x01)
- Marco Panzanaro in Law & Order: Criminal Intent (ep. 5x14)
- Alessandro Zurla in Brotherhood - Legami di sangue (secondo doppiaggio)
- Fabrizio Dolce in Citadel

Da doppiatore è stato sostituito da:
- Luigi Rosa in Call of Duty: Modern Warfare III